# Martta Karlo
Martta Karlo, född Martta Adele Tuomi, död 1945 i Finland, var en finländsk skådespelare. Hon var gift med skådespelaren Nisse Karlo från 1928.

## Filmografi[1]
- Alla tiders malaj, 1939